# 34 (szám)
A 34 (római számmal: XXXIV) egy természetes szám, félprím, a 2 és a 17 szorzata; Fibonacci-szám.

## A szám a matematikában
A tízes számrendszerbeli 34-es a kettes számrendszerben 100010, a nyolcas számrendszerben 42, a tizenhatos számrendszerben 22 alakban írható fel.
A 34 páros szám, összetett szám, azon belül félprím, kanonikus alakban a 21 · 171 szorzattal, normálalakban a 3,4 · 101 szorzattal írható fel. Négy osztója van a természetes számok halmazán, ezek növekvő sorrendben: 1, 2, 17 és 34.
A 34 a Fibonacci-számsorozat kilencedik (más értelmezés szerint a tizedik) tagja.
Hétszögszám. A φ(x) = n egyenletnek nincs n=34-re megoldása, így a 34 nontóciens szám.
Mivel található olyan 34 egymást követő egész szám, amelynél minden belső számnak van közös prímtényezője akár az első, akár az utolsó taggal, a 34 Erdős–Woods-szám. A legkisebb ilyen tulajdonságú egymást követő számok 47563752566 és 47563752599 között találhatók.
A 34 az 5 csúcsú, címkézetlen egyszerű gráfok száma.
A 34 egyetlen szám valódiosztó-összegeként áll elő, ez a 62.
A 34-es szám szerepel a (16; 30; 34) pitagoraszi számhármasban.
Az első 34 pozitív egész szám összege (vagyis a 34. háromszögszám) 595, e 34 szám szorzata (azaz a 34 faktoriálisa): 34! = 2,95232799039604 · 1038.
A 34 négyzete 1156, köbe 39 304, négyzetgyöke 5,83095, köbgyöke 3,23961, reciproka 0,029412. A 34 egység sugarú kör kerülete 213,6283 egység, területe 3631,68111 területegység; a 34 egység sugarú gömb térfogata 164 636,21021 térfogategység.
A 34 helyen az Euler-függvény helyettesítési értéke 16, a Möbius-függvényé 1, a Mertens-függvényé −2.

## A szám mint sorszám, jelzés
A periódusos rendszer 34. eleme a szelén.